# Muzi Epifani
Maria Luisa Gabriella Epifani, coneguda com a Muzi Epifani (18 de març del 1935 - 12 de febrer del 1984), fou una escriptora italiana.

## Biografia
Muzi Epifani nasqué a Bengasi, Líbia. Estudià literatura i filosofia en la Universitat de Heidelberg i la Universitat de la Sapienza a Roma, en què es llicencià en filosofia de l'art i estètica sota la supervisió d'Emilio Garroni. Estigué influenciada per la teoria hermenèutica de Hans-Georg Gadamer i el pensament antropològic d'Ernesto de Martino, i treballà per a ell a Basilicata i Salento. Quan estudiava en La Sapienza, conegué a Alex Duran (a qui dedicà la seua novel·la Pazzi & creature), Gabriele Giannantoni, Enzo Siciliano, i Franco Voltaggio.
Epifani fou conscient de la seua escriptura feminista, juntament amb Natalia Ginzburg, Luce d'Eramo, Dacia Maraini, Biancamaria Frabotta, Gabriella Sobrino Arxivat 2016-03-09 a Wayback Machine. i Angiola Sacripante. Fou una gran lectora d'escriptores angleses com ara Katherine Mansfield i sobretot de Virginia Woolf.
Va col·laborar amb periòdics com ara l'Unità, Avanti! i Paese Sera. És considerada una activista mediambiental i Il Globo li publicà la columna editorial sobre la necessitat de conscienciar sobre la protecció del patrimoni ecològic italià, amb el títol Article 9, en referència a l'article de la Constitució de la República Italiana. Epifani també treballà com a periodista per a la RAI, en temes com teatre i literatura.
En el seu Il Premio Viareggio? La mia vita, Gabriella Sobrino descrigué Muzi Epifani com una dona sempre "envoltada pels seus xiquets". Solien treballar ensems durant la nit "quan finalment aconseguíem ficar al llit els xiquets que rondaven al nostre voltant com a gossets amb pijames de coloraines".
El 1976, la seua comèdia La fuga guanyà el premi Young Theatre. En aquesta obra satírica, Epifani enllaça un assumpte personal amb un debat polític sobre la llei d'avortament italiana. L'escriptora hi exposa la hipocresia italiana dels qui aproven l'avortament en l'esfera privada però el condemnen públicament. L'obra es reedità al 2015. La nova edició en fou presentada a la Casa de la Literatura a Roma (29 de maig del 2015) per Cristina Comencini, Biancamaria Frabotta, Lucianna Di Lello i Franco Voltaggio; i Piera degli Esposti en feu una lectura.
Epifani és la mare de la cineasta Francesca Archibugi i de l'economista Daniele Archibugi, professor del Birkbeck College de la Universitat de Londres.
Va morir a Roma.

### Novel·les i poesia
- Muzi Epifani, Cloto. Poesia, Antonio Lalli Editore, Poggibonsi.[10]
- Muzi Epifani, Infanzia di una casalinga emancipata, Prospetti, XII/48, diciembre de 1977.
- Muzi Epifani, Pazzi & creature, Rebellato, Venecia 1982.
- Muzi Epifani, L'adulterio. (Il lato comico), Nuovi Argomenti, n. 16, octubre–diciembre de 1985.

### Teatre
- Muzi Epifani, La fugida, Roma 1976. Reeditat per la Mongolfiera Editrice e Spettacoli, Doria di Cassano Jonio, 2015 Doria di Cassano Jonio, 2015 ISBN 978-88-96254-99-8..
- Muzi Epifani i Francesca Pansa, Di madre in madre, Teatro de la Magdalena, Roma 1979.
- Muzi Epifani i Gabriella Sobrino, Flou, Roma.
- Muzi Epifani i Gabriella Sobrino, Contrada lunare, Roma.